# Fallkulla
Fallkulla är en bostadsområde i stadsdelen Malm i Helsingfors.
Fallkulla domineras av höghus och blev färdigbyggt år 2005. Området ligger nära den nord-sydliga landningsbanan vid Helsingfors-Malm flygplats. I södra delen av Fallkulla ligger Fallkulla husdjursgård där barn och unga kan delta i skötseln av husdjur samt göra gårds- och trädgårdsarbeten.